# 奥斯瓦尔多·多尔蒂科斯·托拉多
奥斯瓦尔多·多尔蒂科斯·托拉多（西班牙語：Osvaldo Dorticós Torrado；1919年4月17日—1983年6月23日），古巴政治人物，曾於1959年7月17日至1976年12月2日出任古巴總統一職。新憲法實施後，由接任古巴國家元首（國務委員會主席）。他於1983年因妻子过世和自身慢性脊柱疾病自殺身亡。

## 早年
多尔蒂科斯生于拉斯比利亚斯省西恩富戈斯一个富裕的家庭，他的父亲既是一名律师也是一名医生，他的一个祖先是英国著名探险者托马斯·特里，在西恩富戈斯创立托马斯·特里剧院。多尔蒂科斯在哈瓦那大学攻读法律和哲学，1941年毕业，取得法律学士学位。他加入主张共产主义的人民社会党，曾一度作为党的秘书长代理领袖胡安·马里内略的职权。
作為一名律師，他强烈反对巴蒂斯塔政府，跟隨卡斯特罗参加人民抵抗运动，为起义军提供武器和物资。1958年他当选古巴律师公会主席，但被巴蒂斯塔政权逮捕入獄，及後成功逃獄並飛往墨西哥。

## 末任總統
1959年1月1日古巴革命成功後，多尔蒂科斯回到古巴，在卡斯特罗为首的内阁任法律部长，在这方面他发挥了重要作用，草拟有关法例，例如土地改革法和基本组织法取代1940年宪法。曼努埃尔·乌鲁亚蒂总统辞职后，1959年7月17日多尔蒂科斯被部长会议任命为总统，但古巴共產黨第一書記兼總理菲德尔·卡斯特罗掌握實權。
作为总统，多尔蒂科斯代表古巴参加1961年在南斯拉夫贝尔格莱德的不结盟国家首脑会议，1962年代表古巴最後一次出席在乌拉圭的埃斯特角城的美洲国家组织首脑会议。1962年古巴飛彈危機期間，多尔蒂科斯在联合国演讲中宣布说古巴拥有核武，但他希望绝不会使用。1973年5月25日他和智利总统萨尔瓦多·阿连德出席阿根廷布宜诺斯艾利斯埃克托尔·何塞·坎波拉总统的就职典礼。
除了古巴总统，多尔蒂科斯还担任古巴共产党中央政治局委员和书记处书记（1965年起）和国家计划委员会主席（1964年起）。1976年古巴新宪法实施后，菲德尔·卡斯特罗成了古巴的国家元首，多尔蒂科斯离任，改任国务委员会委员兼国家银行行长，他担任这些职务直到于1983年6月23日自杀，據說自殺是显然受到妻子去世以及慢性脊髓病的影响。
多尔蒂科斯有时被称为一种象征性的代表人物，但事实上，他在古巴政治是一位备受尊崇的人物，他通常充当一个声音温和务实者，忠诚、聪明、能干、勤奋工作。虽然基本上默默无闻，但对古巴第一部分革命时期政策中的执行，他是一个重要的人物。